# Agrilinus lungaiensis
Agrilinus lungaiensis är en skalbaggsart som beskrevs av Rudolph Petrovitz 1962. Agrilinus lungaiensis ingår i släktet Agrilinus och familjen Aphodiidae. Inga underarter finns listade i Catalogue of Life.